# 게오르크 요아힘 레티쿠스
게오르크 요아힘 레티쿠스(Georg Joachim Rheticus, 1514년 2월 16일 ~ 1574년 12월 4일)는 펠트키르히 출신의 수학자, 지도학자이자 천문학자다. 코페르니쿠스의 제자로써 《천구의 회전에 관하여》 출판을 주도하였다.
천체 측정을 위해서는 삼각법이 필수적이었는데, 레티쿠스는 삼각법이라는 말이 생기기 전부터 이를 연구한 수학자였다. 1542년 그는 《삼각형의 변과 각도에 관하여(De lateribus et angulis triangulorum)》를 출판했는데, 그는 코페르니쿠스의 《천구의 회전에 관하여》를 출판하면서도 거기에 같은 내용을 실었다. 1551년부터는 《삼각형의 위업(Opus Palatinum de Triangulis)》을 집필하기 시작했는데, 여기에는 사상 최초로 삼각비 여섯 종류의 표가 실려 있었다. 이 책은 레티쿠스가 죽은 후에도 완성되지 않아 제자인 발렌틴 오토(Valentin Otto)가 이어서 삼각비의 계산을 했다. 1596년 완성된 《삼각형의 위업》은 1500페이지로 되어 있었으며, 삼각비의 값은 20세기 초에도 쓸 수 있을 정도로 정확했다.

## 참고 자료
- Dennis Danielson (2006). The First Copernican: Georg Joachim Rheticus and the Rise of the Copernican Revolution. Walker & Company, New York. ISBN 0-8027-1530-3